# Hamulec silnikowy z układem dekompresyjnym

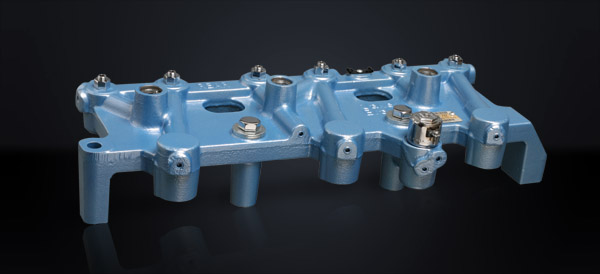
Jeden z typów mechanizmu hamulca silnikowego z układem dekompresyjnym firmy Jacobs Vehicle Systems

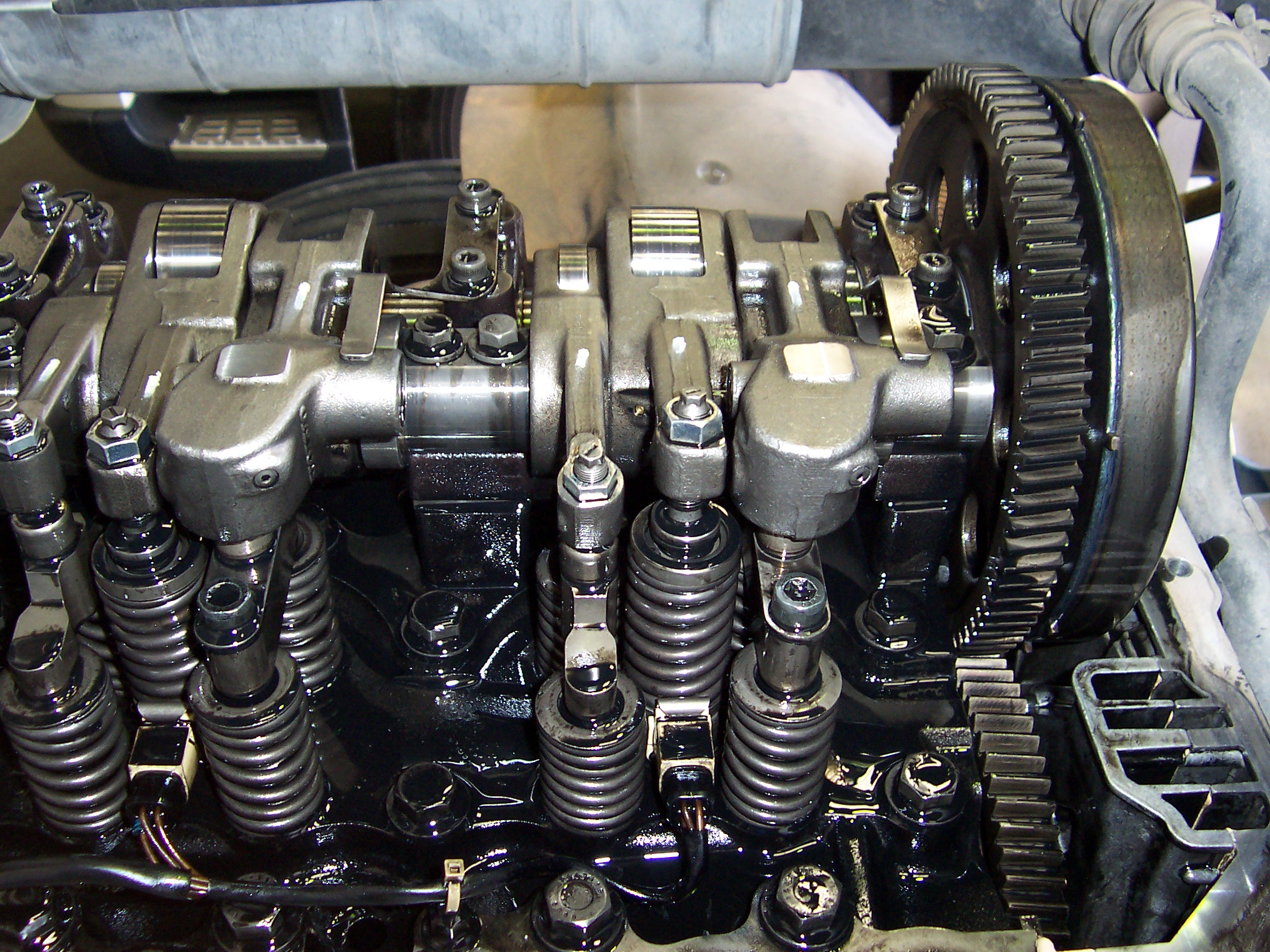
Widok zespolonego z silnikiem (jednego z typów) ramienia hamulca Jacobsa (najcieńsze ramię po lewej stronie każdego zestawu)

Hamulec silnikowy z układem dekompresyjnym, zwany często hamulcem Jacobsa lub hamulcem Jake, (ang. Jake brake) to mechanizm hamowania silnikiem, instalowany w większości silników Diesla. Po uruchomieniu mechanizm otwiera zawory wydechowe w cylindrach silnika, po cyklu sprężania uwalniając sprężony gaz uwięziony w cylindrach, co powoduje spowolnienie pojazdu. Następuje gwałtowny spadek mocy. Dodatkowo układ przeniesienia napędu, tłoki i silnik zmieniają się w układ hamujący oporem mechanicznym i bezwładnością masy elementów ruchomych. Moc napędu zmienia się w moc hamowania. Jest to mechanizm wspomagający podstawowy system hamulcowy, który wykorzystuje moc oporu silnika. Zamknięta przepustnica zapewnia hamowanie silnikiem, zmuszając silnik do wytworzenia podciśnienia między przepustnicą a cylindrami. Sterowanie hamulcem Jacobsa składa się z włącznika/wyłącznika na tablicy rozdzielczej z trzystopniowym przełącznikiem, który steruje liczbą cylindrów używanych do hamowania. Przełączniki przepustnicy i sprzęgła są zintegrowane z układem. Aktywacja hamulca Jacobsa następuje, poprzez wciśnięcie pedału sprzęgła, lub wyłączenie tempomatu (cruise control). Aktywacja hamulca następuje także po wciśnięciu pedału hamulca. Wtedy  oba hamulce działają jednocześnie (Jacobsa i hamulec zasadniczy). Zadaniem kierowcy (jeżeli pojazd nie ma automatycznej skrzyni biegów) jest zastosowanie prawidłowego biegu i szybkości pojazdu do stopnia nachylenia/stromości wzniesienia i ciężaru ładunku.
Hamulce Jacobsa są w stanie uzyskiwać moment hamowania w granicach 800÷1000 Nm. Przy jego użyciu pojazd o masie 34 ton może poruszać się na pochyłości o spadku 10%, ze stałą prędkością 25 km/h bez potrzeby uruchamiania hamulców zasadniczych.. 
Używanie hamulca Jacobsa powoduje ekstremalny hałas. W starych silnikach, w silnikach z uszkodzonym tłumikiem, a także w celowo zmodyfikowanych tłumikach natężenie hałasu sięga nawet do 100 dB. Porównywalne jest to do hałasu młota pneumatycznego, czy karabinu maszynowego. W najnowszych silnikach hałas hamulca jest wielokrotnie niższy (poniżej 80 dB). Używanie głośnych hamulców Jacobsa ze zmodyfikowanymi i rozregulowanymi tłumikami jest zakazane na terenie dzielnic mieszkalnych i ścigane przez policję – szczególnie na terenach miejscowości wypoczynkowych i kurortów.